# Enjo kōsai

Enjo kōsai (援助交際), parfois abrégé en enkō, est un mot japonais signifiant « (faire) connaissance pour aider » ou « sortie pour soutenir ». C'est une pratique japonaise proche du sugar dating. Comme dans d'autres pays, la précarité étudiante est la raison principale citée.

## Histoire
Le réseau social entourant l'enjo kōsai est complexe. À l'origine, la plupart des contacts initiaux étaient faits par l'intermédiaire des telekuras (telephone clubs), où les clients paient le droit d'entrer dans une cabine téléphonique (environ 1 000 yens) d'où ils peuvent appeler un centre qui répercute l'appel sur le téléphone cellulaire d'une lycéenne. Celle-ci rappelle à son tour le client pour convenir d'un rendez-vous et de la nature des relations qu'auront les partenaires le temps d'une soirée. De nos jours, les telekuras se contentent de fournir une liste de numéros de téléphones portables que leurs clients peuvent appeler directement.
L'enjo kōsai est lié à la sous-culture de consommation Kogal. Il est apparu à la fin du boom économique des années 1980, date à partir de laquelle la prostitution des lycéennes sort de la marginalité sous l'impulsion d'hommes d'affaires qui voient là un nouveau marché lucratif. Ils mettent en place le système des telekuras et empochent ainsi des millions de yens.
Bien entendu les hommes d'affaires font leur publicité à grand frais distribuant des mouchoirs avec des numéros de telekuras, apposant des affichettes et des publicités sur les parois des cabines téléphoniques publiques, principalement aux abords des lycées, avec des listes de numéros gratuits à appeler ou vantant les mérites d'un argent facilement gagné. Harcelées de publicité, éblouies par l'appât du gain, 30 % des lycéennes se laissent tenter et appellent quitte à ne pas donner suite ultérieurement.
De nombreux observateurs pensent qu'il a été une façon pour les jeunes filles de préserver le style de vie consumériste de cette époque, en dépit de la situation économique plus difficile de leur famille. D'autres, en particulier dans l’« establishment » académique japonais, voient l'enjo kōsai comme un rite de passage qui s'est naturellement développé au sein de la société capitaliste contemporaine du Japon.

## Chiffres
Selon des estimations variées, environ 5 % des lycéennes pratiqueraient l'enjo kōsai, avec ou sans acte sexuel.

## Législation
La prostitution a été rendue illégale au Japon par la loi du 1er avril 1957, mais cette loi n'interdit que la tarification du coït vaginal. L'enjo kōsai ne tombe ainsi pas sous cette interdiction de la prostitution, sauf si le client paye expressément la jeune fille pour un coït (ce qui est très rare, étant donné la nature indirecte des transactions et la recherche d'autres pratiques sexuelles ou érotiques).
En dépit de l'ambivalence des législations et des gouvernements, l'enjo kōsai a été dénoncé par les médias japonais. Sous la pression des médias et de l'opinion publique, une nouvelle loi a ainsi été adoptée en 1997. Elle interdit d'apposer les affichettes à moins de 100 mètres d'un lycée ainsi que les relations sexuelles payantes avec une personne mineure de 18 ans. Un prêtre bouddhiste de 44 ans, Kenichi Itani, est le premier homme condamné au nom de cette loi. La crainte des sanctions judiciaires a un effet dissuasif sur les adultes et entraîne la disparition progressive des telekuras.

## Dans la fiction
Les films Bounce Ko Gals (Baunsu ko gaurusu) (1997) du cinéaste Masato Harada (qui prend place dans le monde des burusera - magasins vendant des culottes usagées - et des kogals) et Love and Pop (1998) d'Hideaki Anno traitent tous les deux de l’enjo kōsai. La célèbre série animée Great Teacher Onizuka (1998) parle également de cette pratique sur 2 épisodes. Mogi Natsuki, personnage de l'anime Initial D, pratique l'enjo kōsai dans la première phase. Aux États-Unis et au Canada, ce fait a été censuré[Par qui ?] en transformant son « patron » en « oncle ».